# 子曲
子曲（藏語：རྩི་ཆུ，威利转写：rtsi chu）流经中国青海省东南部和西藏自治区东北缘的一条河流，是澜沧江上游段扎曲的左岸支流。河名在藏语中意为“百花草河”，因流经一条长满百花草的峡谷而得名。

## 干流概况
发源于青海省玉树藏族自治州杂多县东北端杂格俄玛拉山、沙诺贡俄山之间的一座无名山岭，向西南流1.3千米后转东南流，经杂多县东北部、玉树市西南部和囊谦县东部，于瓦牙弄西南转西南流，流经青海省与西藏自治区交界地带，最后于西藏昌都市卡若区国祖果山西南注入扎曲。河流全长292.7千米，流域面积12645平方千米。其中青海省境内干流长276.9千米，流域面积8095平方千米。

## 流域概况
子曲流域位于青藏高原东部，流域内山脉绵亘，山高谷深，地形复杂。上游（德曲汇口以上）为山丘宽谷，山坡较缓；下游高山峡谷，切割较深，山坡陡峻。区域内草山连绵，牧草优良，是玉树市下拉秀镇和囊谦县毛庄乡的主要牧场。上游为夏季牧场，牧民多在近水避风处扎帐；中游以下渐为冬季牧场，牧帐增多，尤其在一些支流山谷中较为密集；到隆曲附近，下游出现许多牧民定居点，且下游右岸囊谦县毛庄乡境内有种植青稞的小片农田。河谷两侧有天然林木，上游由小块疏灌木林分布，下游广布密灌木丛。
子曲支流眾多，流域面積超過1,000平方公里的支流有盖曲及草曲。